# Kwangmyŏngsŏng 3-2

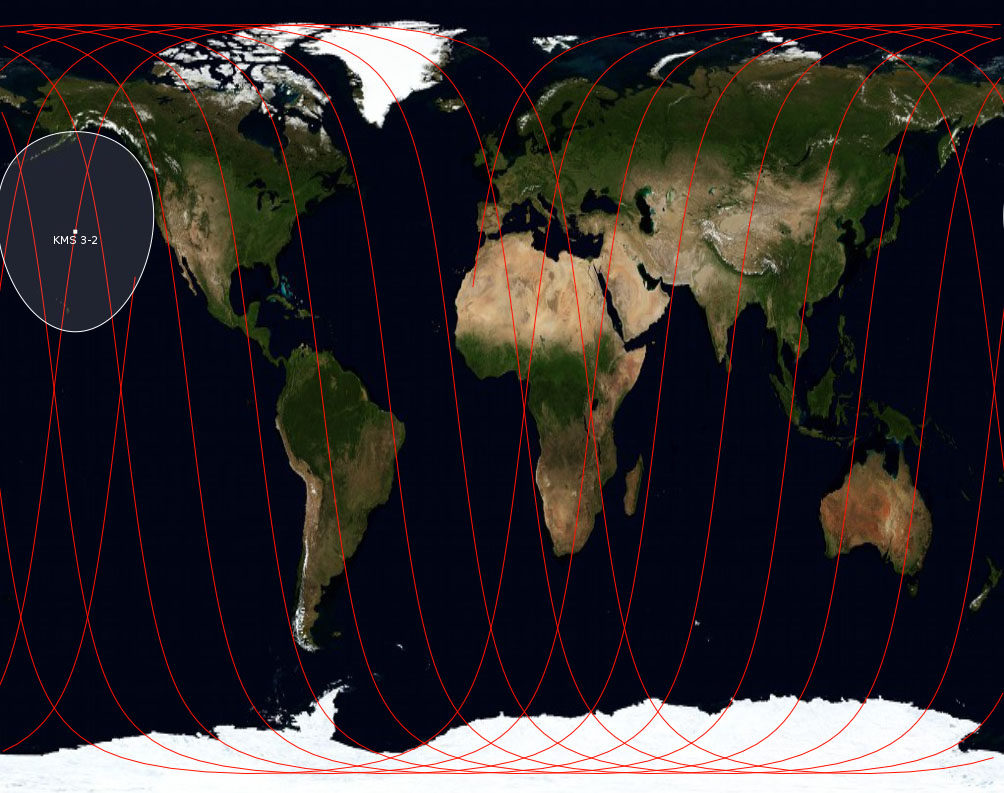
Bahndarstellung für den Kwangmyŏngsŏng 3-2

Kwangmyongsong 3-2 (hell leuchtender Stern 3-2) ist der wahrscheinlich erste von Nordkorea erfolgreich im All platzierte Satellit. Der Start erfolgte am 12. Dezember 2012 vom Sohae Space Centre. Nach Angaben der nordkoreanischen Regierung handelt es sich um einen Erdbeobachtungssatelliten mit den Aufgaben Beobachtung von Ackerbauflächen, Waldressourcen und Naturkatastrophen. 
Seine Umlaufzeit beträgt 95 Minuten und 25 Sekunden. Die Bahnneigung (Inklination) seiner Umlaufbahn zur mittleren Äquatorebene beträgt 97,4 Grad, das Apogäum (erdfernster Punkt) der Umlaufbahn 584,9 Kilometer, das Perigäum (erdnahster Punkt) 492,5 Kilometer.

## Vorgeschichte und Reaktionen
Nach Starts in den Jahren 1998, 2006, 2009 und April 2012, bei denen nach Angaben in westlichen Quellen die Raketen explodierten oder hunderte Kilometer flogen, aber nicht den Orbit erreichten, wurde der erfolgreiche Start von der Führung von Nordkorea sehr gefeiert. Wegen der potentiellen Fähigkeit der verwendeten Rakete Unha-3 nordkoreanische Atomsprengköpfe zu weit entfernten Zielen zu tragen, wurde der Start von Südkorea, USA und weiteren Staaten heftig kritisiert.